# Пријатељски шаховски мечеви Југославије
Овде се налази списак пријатељских шаховских мечева Југославије и осталих земаља.

## Аустрија
Репрезентације Југославије и Аустрије су одиграле два пријатељска меча у којима је победе однела Југославија са укупним скором од 29 : 16.
| №  | Година                      | Место одигравања | Резултат | Парови | Резултат                                                         |
| 1. | 1949. 19. март до 20. марта |                  | 16½ : 3½ | Глигорић-Локвенц Пирц-Бени Трифуновић-Хофман Рабар-Келер Видмар-Бусек Пуц-Каливода Милић-Грагер Костић-Плат Ђаја-Оринтер Недељковић-Вацл | 2 : 0 1½ : ½ 1½ : ½ 1½ : ½ 1 : 1 1½ : ½ 1½ : ½ 2 : 0 2 : 0 2 : 0 |
| 2. | 1950. април                 |                  | 7½ : 12½ | |                                                                  |

## Белгија
| №  | Година | Место одигравања | Резултат | Парови | Резултат |
| 1. | 1952.  |                  | 16½ : 4½ |        |          |

## Велика Британија
| №  | Година                               | Место одигравања | Резултат | Парови | Резултат                                                         |
| 1. | 1951. 12. септембар до 13. септембра |                  | 7½ : 12½ | Клајн-Глигорић Александер-Матановић Голомбек-Пирц Брадбент-Трифуновић (Мајлнер, Бери)-Пуц Тејлор-Рабар Мори-Милић Ејткен-Недељковић Барден-Ивков Пенроус-Фудерер | ½ : 1½ 1½ : ½ 1 : 1 ½ : 1½ ½ : 1½ 1 : 1 ½ : 1½ 1 : 1 1 : 1 0 : 2 |

## Грчка
| №  | Година | Место одигравања | Резултат | Парови | Резултат |
| 1. | 1971.  |                  | 16½ : 4½ |        |          |

## Западна Немачка
| №  | Година                             | Место одигравања | Резултат | Парови | Резултат                                                               |
| 1. | 1951. 2. септембар до 4. септембра |                  | 9 : 11   | Унцикер-Глигорић Богољубов-Матановић Пфајфер-Пирц Кинингер-Трифуновић Трегер-Пуц Тешнер-Рабар Ланге-Милић Хајнике-Недељковић Нипхаус-Ивков (Бранденберг, Релштаб)-Фудерер | 1 : 1 1½ : ½ ½ : 1½ 1½ : ½ ½ : 1½ ½ : 1½ 0 : 2 1 : 1 1½ : ½ 1 : 1      |
| 2. | 1952.                              |                  | 8 : 12   | Пирц-Унцикер Матановић-Тешнер Фудерер-Шмид Милић-Пфајфер Недељковић-Кинингер Удовчић-Хајнике Караклајић-Јегер Јаношевић-Ланге Андрић-Релштаб Берток-Леман                 | 1 : 1 ½ : 1½ 1 : 1 1 : 1 1½ : ½ ½ : 1½ ½ : 1½ 0 : 2 ½ : 1½ 1½ : ½      |
| 3. | 1954.                              | Риселхајм        | 7½ : 12½ | Унцикер-Пирц Шмид-Глигорић Пфајфер-Трифуновић Хајнике-Фудерер Тешнер-Матановић Нипхаус-Рабар Леман-Ивков Јопен-Милић Гилг-Недељковић Дарга-Ђурашевић                      | 1 : 1 1 : 1 1 : 1 0 : 2 1 : 1 1½ : ½ ½ : 1½ 0 : 2 ½ : 1½ 1 : 1         |
| 4. | 1956. 25. maj                      |                  | 12½ : 7½ | Глигорић-Унцикер Матановић-Дарга Ивков-Шмид Пирц-Пфајфер Трифуновић-Тешнер Милић-Леман Рабар-Хајнике Удовчић-Кинингер Караклајић-Релштаб Јаношевић-Хан Ђурашевић-Гилг     | 1 : 1 1 : 1 ½ : 1½ 1½ : ½ 1 : 1 1½ : ½ 1½ : ½ 1½ : ½ 1 : 1 1 : 0 1 : 0 |
| 5. | 1975. 27. септембар                |                  | 15½ : 4½ | Минић-Остермајер Ковачевић-Фаненшмит Хулак-Ноненмахер Рукавина-Тешнер Раичевић-Клунт Буљовчић-Мале Рајковић-Подзилни Софревски-Шајпл Немет-Бастиан Ивановић-Рефшлагер     | 1 : 1 1½ : ½ 1½ : ½ 1½ : ½ 2 : 0 1 : 1 1 : 1 2 : 0 2 : 0 2 : 0         |

## Италија
Ове репрезентације су одиграле четири пријатељска меча. Југославија је победила у свим мечевима, са убедљививим укупним скором од 63½ : 24½.
| №  | Година                     | Место одигравања | Резултат | Парови | Резултат                                                                     |
| 1. | 1951. 29. јуни до 30. јуна |                  | 4½ : 15½ | Паоли-Глигорић Касталди-Матановић Наполитано-Пирц Сабадош-трифуновић Ђустолизи-Пуц Сталда-Рабар Примавера-Милић Кастиђлиони-Недељковић Флечер-Удовчић Сталди-Фудерер                                      | ½ : 1½ ½ : 1½ ½ : 1½ 1 : 1 1 : 1 0 : 2 0 : 2 0 : 2 1 : 1 0 : 2               |
| 2. | 1953. 4. јуни до 5. јуна   |                  | 14 : 6   | Трифуновић-Сабадош Фудерер-Паоли Пирц-Порека Рабар-Ђустолизи Милић-Норциа Удовчић-Скафарели Недељковић-Нестлер Андрић-Примавера Видмар-Сталди Караклајић-Кала                                             | 1 : 1 1 : 1 2 : 0 1 : 1 1 : 1 1 : 1 1½ : ½ 2 : 0 2 : 0 1½ : ½                |
| 3. | 1954.                      |                  | 7½ : 16½ | |                                                                              |
| 4. | 1955.                      |                  | 17½ : 6½ | Ивков-Нестлер Матановић-Скафарели Рабар-Паоли Трифуновић-Сабадош Удовчић-Порека Недељковић-Сталди Ђурашевић-Наполитано Берток-Примавера Трајковић-Норција Пуц-Кастиђлоне Видмар-Ферантес Матуловић-Лилони | 1½ : ½ 1 : 1 ½ : 1½ 1 : 1 1 : 1 2 : 0 1½ : ½ 2 : 0 1½ : ½ 2 : 0 2 : 0 1½ : ½ |

## Мађарска
Пријатељски шаховски мечеви две водеће светске репрезентације (иза шаховске велесиле Совјетског Савеза) од 1948. до 1977. Одиграли су 9 мечева у мушкој и 5 мечева у женској конкуренцији. Резултат је био 4 : 4 уз један нерешен меч и са скором од 97 : 87 за Југославију (мушкарци) и 3 : 2 и скором од 70½ : 61½ за Мађарску (жене).
| №   | Година                          | Место одигравања | Резултат  | Парови | Резултат                                                                      |
| 1.  | 1948. 28. април до 29. априла   |                  | 10½ : 9½  | Трифуновић-Barcza Глигорић-Флориан Пирц-Бенко Томовић-Szily Видмар-Геребен Вуловић-Фустер Пуц-Ковач Тот-Топари Марковић-Егри Милић-Капу                                                                  | ½ : 1½ 1 : 1 1½ : ½ 1½ : ½ ½ : 1½ 0 : 2 1 : 1 1 : 1 1½ : ½ 2 : 0              |
| 2.  | 1957. октобар                   |                  | 10½ : 9½  | Сабо-Глигорић Barcza-Матановић Клугер-Ивков Шандор-Фудерер Бели-Караклајић Силађи-Недељковић Портиш-Берток Флориан-Ђурашевић (Коберл, Хонфи)-Ракић Форинтош-(Марић, Јаношевић)                           | 1 : 1 ½:1½ 1:1 1½:½ 1:1 1½:½ 1:1 1½:½                                         |
| 3.  | 1959. 21. март до 23. марта     |                  | 11½ : 8½  | Глигорић-Сабо Матановић-Портиш Трифуновић-Barcza Фудерер-Билек Матуловић-Дели Милић-Форинтош Берток-Флориан Караклајић-Haag Удовчић-(Szily, Хонфи) (Јаношевић, Рабар)-Бели                               | 1 : 1 1½ : ½ 1 : 1 1 : 1 1½ : ½ 1½ : ½ 1 : 1 1 : 1 1½ : ½ ½ : 1½              |
| 4.  | 1959. жене                      |                  | 5½ : 10½  | |                                                                               |
| 5.  | 1960.                           |                  | 8 : 12    | Сабо-Глигорић Barcza-Матановић Портиш-Ивков Билек-Трифуновић Ленђел-Берток Клугер-Фудерер Хонфи-Ђурашевић Наваровски-Милић Силађи-Недељковић Јенеј-Удовчић                                               | ½ : 1½ 1 : 1 ½ : 1½ 1 : 1 1½ : ½ ½ : 1½ 1 : 1 ½ : 1½ 1 : 1                    |
| 6.  | 1962.                           |                  | 11 : 9    | Глигорић-Сабо Трифуновић-Билек Матановић-Barcza Ивков-Ленђел (Ђурашевић, Парма)-Хонфи Минић-Haag Удовчић-Клугер Ћирић-Погатс Берток-Форинтош Соколов-Szily                                               | 1 : 1 1½ : ½ 1 : 1 2 : 0 1½ : ½ ½ : 1½ 1 : 1 1 : 1 ½ : 1½ 1 : 1               |
| 7.  | 1962. жене                      |                  | 6 : 2     | Лазаревић-Каракаш Недељковић-Хонфи Штадлер-Билек (Јовановић, Пиберл)-Финта | 1½ : ½ 1½ : ½ 1 : 1 2 : 0                                                     |
| 8.  | 1964.                           |                  | 11 : 9    | Портиш-Глигорић Сабо-Ивков Билек-Трифуновић Ленђел-Матановић Barcza -Парма Флеш-Матуловић Форинтош-Ћирић Barczay-Дамљановић Хонфи-Јаношевић Погатс-Маровић Дели-Букић                                    | 2 : 0 1½ : ½ 1 : 1 1½ : ½ ½ : 1½ 0 : 2 1 : 1 1 : 1 ½ : 1½ 1 : 1 1 : 1         |
| 9.  | 1966.                           |                  | 15 : 9    | Глигорић-Портиш Ивков-Сабо Парма-Билек Матуловић-Ленђел (Матановић, Минић)-Хонфи Трифуновић-Barcza Ћирић-Barczay Удовчић-Форинтош Велимировић-(Чом, Haag Берток-Дели Недељковић-Каракаш Ковановић-Sillye | 1 : 1 1 : 1 ½ : 1½ 1½ : ½ 1½ : ½ ½ : 1½ 1 : 1 2 : 0 2 : 0 1 : 1 1½ : ½ 1½ : ½ |
| 10. | 1968.                           |                  | 9½ : 10½  | Ивков-Сабо Матуловић-Билек Матановић-Barcza Остојић-(Barczay, Томпа) Минић-Ленђел Букић-Haag (Месинг, Брадваревић)-Форинтош Берток-Дели Ракић-Чом Николић-Хонфи                                          | 1 : 1 1 : 1 ½ : 1½ 1½ : ½ ½ : 1½ 1 : 1 ½ : 1½ 1 : 1 1½ : ½ 1 : 1              |
| 11. | 1971.                           |                  | 10 : 10   | Глигорић-Портиш Ивков-Barczay Матановић-Ленђел (Парма, Букић)-Билек Минић-Форинтош Љубојевић-Дели Планинц-Чом Велимировић-Рибли Курајица-(Haag, Адорјан) (Маровић, Вукић)-Сакс                           | 1½ : ½ 1 : 1 1 : 1 1 : 1 1½ : ½ 1 : 1 0 : 2 1½ : ½ 1½ : ½ 0 : 2               |
| 12. | 1975. жене 1. јули до 7. јула   |                  | 21 : 15   | |                                                                               |
| 13. | 1976. жене 20. јули до 27. јула |                  | 17½ : 18½ | |                                                                               |
| 14. | 1977. жене 1. јули до 10. јула  |                  | 23½ : 12½ | |                                                                               |

## Румунија
| №  | Година                                  | Место одигравања | Резултат  | Парови | Резултат                                                       |
| 1. | 1958. жене                              |                  | 9½ : 6½   | |                                                                |
| 2. | 1964. жене                              |                  | 12 : 4    | |                                                                |
| 3. | 1969.                                   |                  | 12 : 8    | |                                                                |
| 4. | 1970.                                   |                  | 8½ : 11½  | Георгију-Матуловић Гитеску-Минић Унгуреану-Планинц (Војлеску, Сегал)-Остојић Дример-Берток Павлов-Букић Рајхер-Ковачевић (Гиздаву, Станчиу)-Љубојевић Сабо-Шаховић (Дезе, Неамту)-(Цветковић, Ничевски) | 1 : 1 1 : 1 0 : 2 1 : 1 1 : 1 1 : 1 ½ : 1½ ½ : 1½ 1 : 1 1½ : ½ |
| 5. | 1971.                                   |                  | 8½ : 11½  | |                                                                |
| 6. | 1972. жене                              |                  | 16 : 16   | |                                                                |
| 7. | 1974. 9. јули до 13. јула жене          |                  | 16 : 16   | |                                                                |
| 8. | 1975. 10. новембра до 16. новембра жене |                  | 10 : 14   | |                                                                |
| 9. | 1978. жене                              |                  | 16½ : 14½ | Полихрониаде-Мачек Баумштарк-Марковић Мурешан-Прокоповић Нуту-Пихајлић Богдан-Штадлер Јицман-Петровић                                                                                                   | ½ : 1½ 2½ : 1½ 3 : 1 2½ : 1½ 3 : 1 2½ : 1½                     |

## СССР
У укупном билансу СССР је остварио 22 победе, нерешених партија није било и без победе Југославије. У поенима је било 666 : 388.
| №   | Година | Место одигравања | Резултат  | Резултати по таблама                    |
| 1.  | 1956.  |                  | 26 : 38   |                                         |
| 2.  | 1957.  |                  | 42 : 22   |                                         |
| 3.  | 1958.  |                  | 12½ : 19½ | 3½:4½, 3:5, 3:5, 3:5                    |
| 4.  | 1959.  |                  | 24½ : 15½ | 5½:4½, 5:5, 7:3, 7:3                    |
| 5.  | 1961.  |                  | 28½ : 31½ |                                         |
| 6.  | 1962.  |                  | 37 : 23   |                                         |
| 7.  | 1963.  |                  | 24½ : 35½ | 3½:6½, 4½:5½, 3:7, 3½:6½, 4½:5½, 5½:4½  |
| 8.  | 1964.  |                  | 38½:21½   | 7½:2½, 7:3, 5:5, 6½:3½, 7:3, 5½:4½      |
| 9.  | 1965.  |                  | 22:38     | 2:8, 4:6, 4½:5½, 3½:6½, 3½:6½, 4½:5½    |
| 10. | 1966.  |                  | 37½:22½   | 8:2, 6:4, 6½:3½, 6:4, 5:5, 6:4          |
| 11. | 1967.  |                  | 28½:43½   |                                         |
| 12. | 1968.  |                  | 30½:17½   | 9½:2½, 8½:3½, 6½:5½, 6:6                |
| 13. | 1969.  |                  | 18:22     | 5:5, 3½:6½, 4½:5½, 5:5                  |
| 14. | 1971.  |                  | 35:19     | 6½:2½, 7:2, 5½:3½, 4½:4½, 6½:2½,5:4     |
| 15. | 1972.  |                  | 13½:26½   | мушкарци 10½:13½, жене 2:6, јуниори 1:7 |
| 16. | 1973.  |                  | 31:15     | 7:5, 9½:2½, 8½:2½, 6:5                  |
| 17. | 1974.  |                  | 16½:19½   |                                         |
| 18. | 1975.  |                  | 20:16     |                                         |
| 19. | 1976.  |                  | 11:29     | 3½:6½, 2½:7½, 3:7, 2:8                  |
| 20. | 1977.  |                  | 31:9      | 7:3, 8½:1½, 9:1, 6½:3½                  |
| 21. | 1979.  | Теслић           | 15:25     | 5:5, 3½:6½, 3:7, 3½:6½                  |
| 22. | 2007.  |                  | 11:9      | 5:5, 6:4                                |

## Финска
| №  | Година | Место одигравања | Резултат | Парови | Резултат |
| 1. | 1950.  |                  | 4 : 16   |        |          |

## Холандија
Ове репрезентације су одиграле два пријатељска меча. У оба је победила Југославија са укупним скором од 25 : 15.
| №  | Година                     | Место одигравања | Резултат | Парови | Резултат                                                           |
| 1. | 1949. 30. јуни до 1. јула  |                  | 10½ : 9½ | Трифуновић-Еве Пирц-Принс Глигорић-Ван Шелтинг (Рабар, Јаношевић)-Кортлевер Видмар-Крамер Милић-Миринг Симоновић-Влагсма Костић-Ван Стенис Недељковић-Хенеберке Божић-Ван дер Берг | 1 : 1 2 : 0 2 : 0 0 : 2 1 : 1 1 : 1 1 : 1 1 : 1 1 : 1 ½ : 1½       |
| 2. | 1950. 22. јуни до 24. јуна |                  | 5½ : 14½ | Еве-Глигорић Принс-Пирц Кортлевер-Трифуновић Ван Шелтинг-Рабар Крамер-Видмар Миринг-Пуц Донер-Милић Хенеберке-Матановић Ван ден Берг-Ивков Ван Стенис-Недељковић                   | 1 : 1 ½ : 1½ 1½ : ½ 0 : 2 ½ : 1½ ½ : 1½ ½ : 1½ ½ : 1½ 0 : 2 ½ : 1½ |

## Чехословачка
| №  | Година | Место одигравања | Резултат | Парови | Резултат                                                          |
| 1. | 1947.  |                  | 10 : 10  | Пирц-Фолтис Томовић-Катетов (Пуц, Бидев)-Опоченски Видмар-Зита Марковић-Рихтер Милић-Шајтар Вуковић-Рохачек Костић-Флориан Божић-Потучек Рабар-Лоума | 1½ : ½ ½ : 1½ 1 : 1 1 : 1 ½ : 1½ ½ : 1½ ½ : 1½ 1½ : ½ 2 : 0 1 : 1 |

## Швајцарска
Ове две репрезентације су одиграле четири пријатељска меча. Југославија је победила у свим мечевима са скором од 53 : 23.
| №  | Година      | Место одигравања | Резултат | Парови | Резултат                                                         |
| 1. | 1947.       |                  | 17½ : 2½ | Пирц-Христогел Глигорић-Гигли Трифуновић-Блу Рабар-Липин Видмар-Штелин Пуц-Ерат Симоновић-Хенебергер Милић-Хедингер (Костић, Недељковић)-Тордион Ђаја-Саберли | 2 : 0 2 : 0 1 : 1 1½ : ½ 1½ : ½ 2 : 0 2 : 0 2 : 0 1½ : ½ 2 : 0   |
| 2. | 1950. април |                  | 5½ : 14½ | Тордион-Видмар Блу-Рабар Христофел-Видмар Цимерман-Пуц Гигли-Милић Липин-Матановић Штреле-Ивков Ерат-(Симоновић, Недељковић) Штелин-Јаношевић Купер-Вуковић   | 1 : 1 ½ : 1½ 0 : 2 1 : 1 ½ : 1½ ½ : 1½ ½ : 1½ 1 : 1 0 : 2 ½ : 1½ |
| 3. | 1972.       |                  | 9 : 11   | |                                                                  |
| 4. | 1982.       | Бугојно          | 10 : 6   | |                                                                  |

## Шведска
| №  | Година | Место одигравања | Резултат | Парови | Резултат                                                         |
| 1. | 1950.  |                  | 6½ : 13½ | Столберг-Глигорић Сколд-Пирц Лундин-Трифуновић Штолц-Рабар Даниелсон-Видмар Нилсон-Пуц Хјорт-Милић Екенберг-Матановић Сунберг-Недељковић Јонсин-Ивков | 1 : 1 0 : 2 1½ : ½ 1 : 1 1½ : ½ 0 : 2 1½ : ½ 1½ : ½ ½ : 1½ 1 : 1 |

## Спољашња везе
- www.olimpbase.org